# Claude Marinower
 (juillet 2021).
Si vous disposez d'ouvrages ou d'articles de référence ou si vous connaissez des sites web de qualité traitant du thème abordé ici, merci de compléter l'article en donnant les références utiles à sa vérifiabilité et en les liant à la section « Notes et références ».
Claude Marinower, né le 4 décembre 1954 à Anvers, est un homme politique belge.
Il a notamment été député fédéral.

## Biographie

### Enfance et formations
Il est né à Anvers le 4 décembre 1954.
Claude Marinower étudie le droit au sein de la Vrije Universiteit Brussel (VUB). Diplômé en 1978, il devient par la suite avocat au barreau d’Anvers, sa patrie, puis s’engage en politique dans sa ville natale comme conseiller communal.

### Carrière
Membre du parti des Libéraux et démocrates flamands (Open VLD), il est élu député au parlement fédéral de Belgique en 2003.
Depuis 2012, elle est vice-président de Kazerne Dossin,.